# Gilles Rigaud de Ruffiac
Gilles Rigaud de Ruffiac, le cardinal de Saint-Denis (né  à Rouffiac et mort le  10 septembre 1353 à Paris)  est un cardinal français du XIVe siècle. Il est membre de l'ordre des bénédictins.

## Repères biographiques
Rigaud de Ruffiac est prieur du monastère d'Essonnes et de Notre-Dame-des-Champs. En 1343 il est élu abbé du monastère de Saint-Denis à Paris.
Il est créé cardinal par  le pape Clément  VI lors du consistoire du 17 décembre 1350. Le cardinal Rigaud participe au conclave de 1352, au cours duquel Innocent VI est élu.